# Rio Humaitá
Le rio Humaitá est un cours d'eau brésilien qui baigne l'État d'Acre. C'est un affluent de la rive droite du rio Muru, donc un sous-affluent de l'Amazone, par le Rio Tarauacá et le Rio Juruá.

## Géographie
Il prend sa source sur et arrose la municipalité de Feijó (Acre). Il traverse et donne son nom à la réserve indigène du Rio Humaitá.